# Castel Farmach
Castel Farmach (in tedesco Schloss Farmach) si trova nel comune austriaco di Saalfelden am Steinernen Meer nel Distretto di Zell am See appartenente al Land Salisburghese e la sua storia inizia nel XIII secolo.

## Storia
Il primo documento che indica questa proprietà risale all'anno 1272 mentre la prima citazione del castello legata ad un signore locale risale al 1339 e si parla di Jans von Farmach, allora proprietario anche di una fattoria alla quale poi rinunciò a favore del monastero di San Zeno a Bad Reichenhall. L'ampliamento del cortile dell'originale edificio residenziale gotico avvenne probabilmente sotto i signori di Alm, nobile famiglia del Pinzgau che non si sa quando e come siano entrati in possesso di castel Farmach. Un Freiherr, membro della famiglia von Törring e sposato con Helena von Alm, nel 1567 ottenne dall'arcivescovo di Salisburgo il permesso di vendere questa sua residenza. Il nuovo proprietario divenne Hans Teetner, allora ufficiale giudiziario dell'arcivescovo a Saalfelden. Il figlio Johann venne elevato a grado nobiliare nel 1614 dall'imperatore Mattia d'Asburgo e da quel momento poté fregiarsi del titolo di "von Farmach". Il castello rimase alla sua famiglia fino al 1735. Dopo un intervallo di due anni sotto la baronessa Klara Franziska von Sedmiradski, passò a Johann Franz Raimund von Rehlingen nel 1737 che nel 1760 iniziò a far eseguire importanti lavori con lo scopo di trasformare l'edificio ancora gotico in un grande palazzo barocco. La sua morte, avvenuta dieci anni dopo, impedì di completare questo progetto che era stato realizzato solo nei due piani inferiori della struttura. Nel 1783 sua figlia Maria Sybilla Negri vendette il castello nello stato nel quale si trovava a Maria Elisabeth Mayrin, che presto lo vendette a sua volta di nuovo. Castel Farmach divenne proprietà terriera e nel 1822 il castello venne acquistato dallo stato austriaco che lo fece ricostruire per ospitarvi il tribunale distrettuale di Saalfelden e l'ufficio di cura. Il 12 luglio 1826 il concistoro approvò la costruzione della cappella nelle vicinanze del castello, cappella che è stata restaurata poi nel 1991 dalla gioventù contadina di Saalfelden. Nel 1877 un incendio distrusse gli edifici che appartenevano al complesso e nel 1902 la proprietà venne acquisita dal comune di Saalfelden che la utilizzò come sede per un ospedale e una casa di riposo regionale. Negli anni sessanta del XX secolo è divenuta una moderna casa di riposo.

## Descrizione
L'ormai ex castello si trova all'estremità sud orientale del comune austriaco di Saalfelden am Steinernen Meer nel Distretto di Zell am See appartenente al Land Salisburghese. Il grande edificio appartiene ad una struttura di vaste dimensioni ed è circondato da un parco. Il palazzo di quattro piani ha un fronte posteriore allungato, strutturato da un bovindo rotondo al centro della facciata, che si estende su tre piani e poggia su mensole. Il suo ultimo piano è illuminato da grandi aperture a forma di quadrifoglio ed è ciò che resta della storica residenza medioevale. La facciata è molto semplice ma si ha notizia ancora nel 1796 che l'edificio era decorato con sei torri angolari e campate ed è probabile che siano state demolite durante la conversione in tribunale distrettuale. La facciata est è la più interessante, relativamente stretta e decorata con arcate, in particolare sono molto belle le quattro arcate a sesto acuto del piano terra che poggiano su robuste colonne di pietra. Le arcate a tutto sesto del primo piano sono chiuse da vetrate. L'ala settentrionale è l'ex cassa delle decime, adattata a scopi residenziali già nel 1825. Nell'ala trasversale sud erano ospitate le celle carcerarie del tribunale regionale e infermieristico ma non si è conservato nulla degli arredi originali. Anche il bellissimo pavimento in marmo della sala da ballo è stato rimosso e trasferito nel castello di Mirabell a Salisburgo. Il piano terra è per lo più con copertura a volta. Nell'angolo nord-ovest si trova un ambiente con volta lunettata, adattato a cappella interna intorno al 1900. In alcuni salotti si possono ancora vedere semplici specchi in stucco sui soffitti. Nel parco a breve distanza dal palazzo si trova la cappella esterna. L'edificio, a pianta ottagonale, è dipinto di bianco. La copertura del tetto è rivestita con scandole di larice. L'apertura della cappella è protetta da un cancello forgiato in metallo e sopra è posta l'iscrizione: "Sarà fatto secondo la tua parola".

### Bene architettonico tutelato
Castel Farmach dal 1993 è stato posto sotto tutela dei monumenti da parte della Repubblica austriaca col numero 35535.